# Righeira
Righeira – włoska grupa muzyczna wykonująca muzykę italo disco, założona w Turynie w 1981 roku. Założycielami zespołu byli Stefano Rota i Stefano Righi, występujący pod pseudonimami Michael i Johnson Righeira.

## Historia
Rota i Righi nawiązali współpracę jako uczniowie Liceum im. Alberta Einsteina w Turynie. W 1981 roku założyli zespół Righeira. Obaj przybrali pseudonimy artystyczne Michael i Johnson Righeira błędnie sugerując, że zespół tworzą bracia. Nie mają wykształcenia muzycznego, Rota i Righi zaprosili do współpracy duet Carmelo i Angelo La Bionda z Mediolanu.
W 1983 roku zespół wydał debiutancki album Righeira dla wytwórni CGD. Na płycie znalazł się utwór „Vamos a la playa” (wydany również w formie singla), zaśpiewany w języku hiszpańskim. Utwór stał się przebojem na listach przebojów we Włoszech, Hiszpanii i Niemczech. Krótko po premierze singla „Vamos a la playa” zespół tymczasowo zawiesił działalność, gdyż Rota i Righi zostali powołano do odbycia obowiązkowej służby wojskowej. W 1984 roku ukazał się singiel „No tengo dinero”, który również odniósł sukces. Utwór ten również był zaśpiewany po hiszpańsku.
W przeciwieństwie do wielu innych wykonawców italo disco, śpiewających proste piosenki o miłości, Righeira w swoich tekstach poruszała takie temat jak: zagłada nuklearna, inwigilacja rządu, negatywne skutki modernizmu. Utwór „Vamos a la playa” jest poświęcony ucieczce po wybuchu bomby atomowej. Utwór świadomie wykonano w języku hiszpańskim, by podstępem przemycić faktyczny motyw piosenki.
W 1985 roku zespół wydał singiel „L'estate sta finendo”, który dotarł na pierwsze miejsce na listach przebojów we Włoszech. Singiel nie odniósł jednak sukcesu zagranicą.
W 1985 roku ukazał się album pt. Bambini Forever. W drugiej połowie lat 80. zespół wydał single: „Innamoratissimo” (1986), „Bambini Forever” (1987), „Italians A Go-Go” (1987), „Oasi In Citta” (1987), „Companero” (1988), „Garageamos” (1989) oraz „Ferragosto”. Utwory te nie cieszyły się taką popularnością co „Vamos a la playa” i „No tengo dinero”.
W 1987 roku zespół wystąpił na Festiwalu Piosenki Włoskiej w San Remo, gdzie wykonał utwór „Innamoratissimo”. Zajął 15. miejsce.
W 1988 roku zespół się rozpadł. W 1998 roku doszło do reaktywacji Righeiry. W 2001 roku zespół wydał zremiksowaną wersję „Vamos a la playa”.